# Quần thể kiến trúc Clementinum

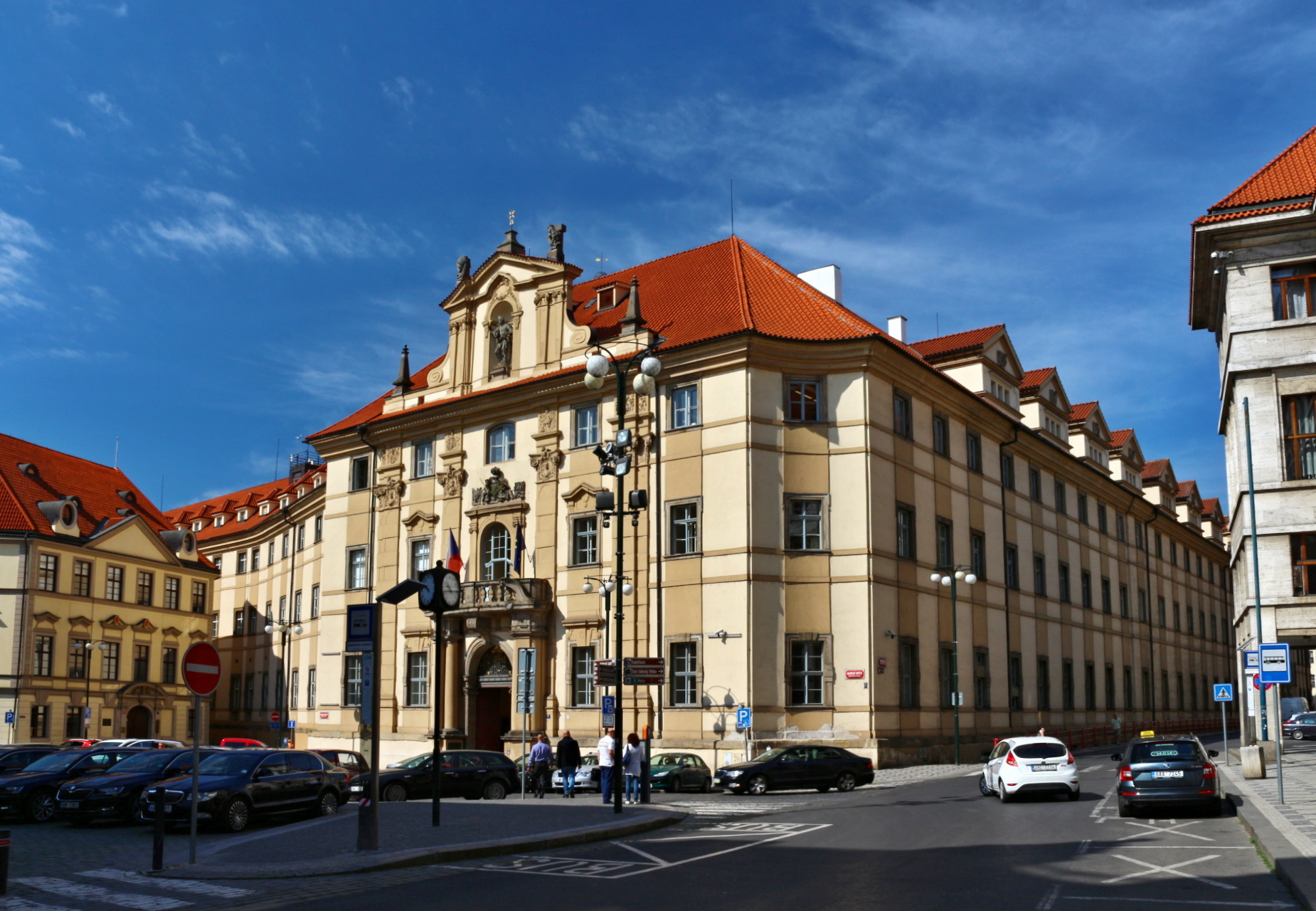
Lối vào phía đông của Clementinum

Clementinum (Klementinum trong tiếng Séc) là một quần thể kiến trúc lịch sử ở Praha.
Ngày nay, Thư viện Quốc gia, Thư viện Đại học và Kỹ thuật, Thư viện Thành phố Praha đều được đặt ở đây. Tòa nhà chính của Thư viện Quốc gia của Cộng hòa Séc cũng nằm trong quần thể kiến trúc lịch sử này. Năm 2005, Thư viện Quốc gia Séc nhận Giải thưởng Jikji của UNESCO cho di sản tư liệu thế giới.

## Lịch sử

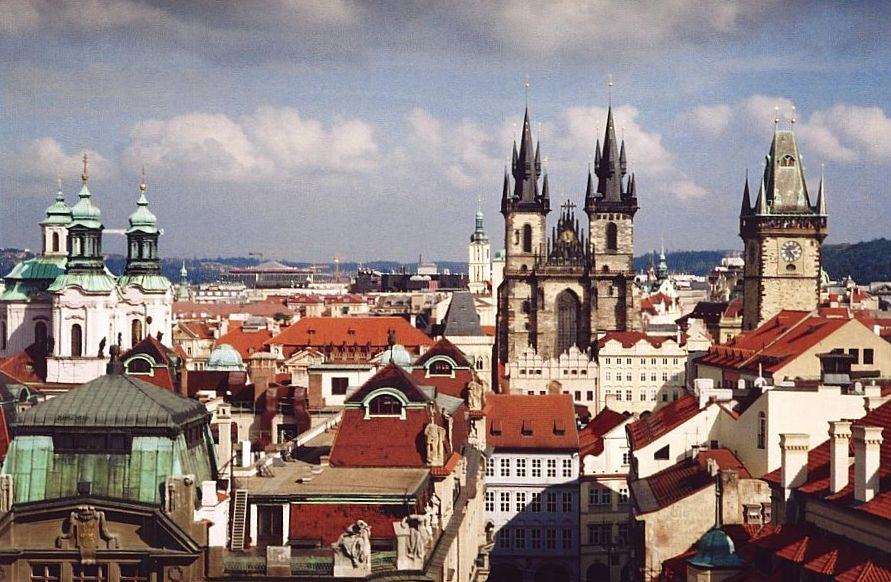
Quang cảnh Praha nhìn từ tòa nhà Clementinum

Lịch sử của Clementinum bắt nguồn từ một nhà nguyện dành riêng cho Thánh Clement được xây dựng vào thế kỷ 11. Đến thời kỳ Trung Cổ, một tu viện dòng Đô-mi-ních được thành lập vào, sau đó trở thành một học viện Dòng Tên vào năm 1556.
Năm 1622, các tu sĩ Dòng Tên chuyển thư viện của Đại học Charles đến Clementinum, và học viện được sáp nhập với Đại học Charles vào năm 1654. Dòng Tên vẫn tồn tại cho đến khi bị đàn áp vào năm 1733. Hoàng hậu Maria Theresia của Áo cho chuyển đổi Clementinum thành một đài quan sát, thư viện và trường đại học.
Thư viện Quốc gia được thành lập vào năm 1781 và từ năm 1782 Clementinum trở thành nơi lưu chiểu hợp pháp của thư viện. Năm 1918, nhà nước Tiệp Khắc mới thành lập lúc đó đã tiếp quản thư viện. Từ năm 1990, nơi đây là Thư viện Quốc gia.
Thư viện chứa một bộ sưu tập các bản nhạc của Mozart, các tài liệu liên quan đến Tycho Brahe và Comenius, cũng như các tác phẩm kinh điển của văn học Séc. Công trình kiến trúc Clementinum là một ví dụ đáng chú ý của kiến trúc Baroque. Với diện tích 20.000 m2, Clementinum là khu phức hợp tòa nhà lớn thứ hai ở Praha sau Lâu đài Praha.
Trước năm 2006, người ta không ngừng tranh luận về khả năng mở rộng không gian của thư viện cho các bộ sưu tập văn thư mới trong tương lai. Người ta dự tính không gian lưu trữ trong các tòa nhà Clementinum sẽ đạt đến giới hạn vào năm 2010.
Vào ngày 10 tháng 1 năm 2006, chính quyền Praha quyết định bán khu đất thuộc sở hữu của thành phố nằm trong công viên Letná gần trung tâm Praha cho Thư viện Quốc gia. Mùa xuân năm 2006, người ta cho tổ chức một cuộc thi thiết kế kiến trúc quốc tế nhằm tìm kiếm được bản thiết kế độc đáo cho tòa nhà mới. Kiến trúc sư giành chiến thắng trong cuộc thi là Jan Kaplický, nhưng kế hoạch xây dựng đã bị bác bỏ, vì vậy Mở rộng Thư viện Quốc gia Séc vẫn là một dự án còn bỏ ngỏ.

## Các câu chuyện bên lề

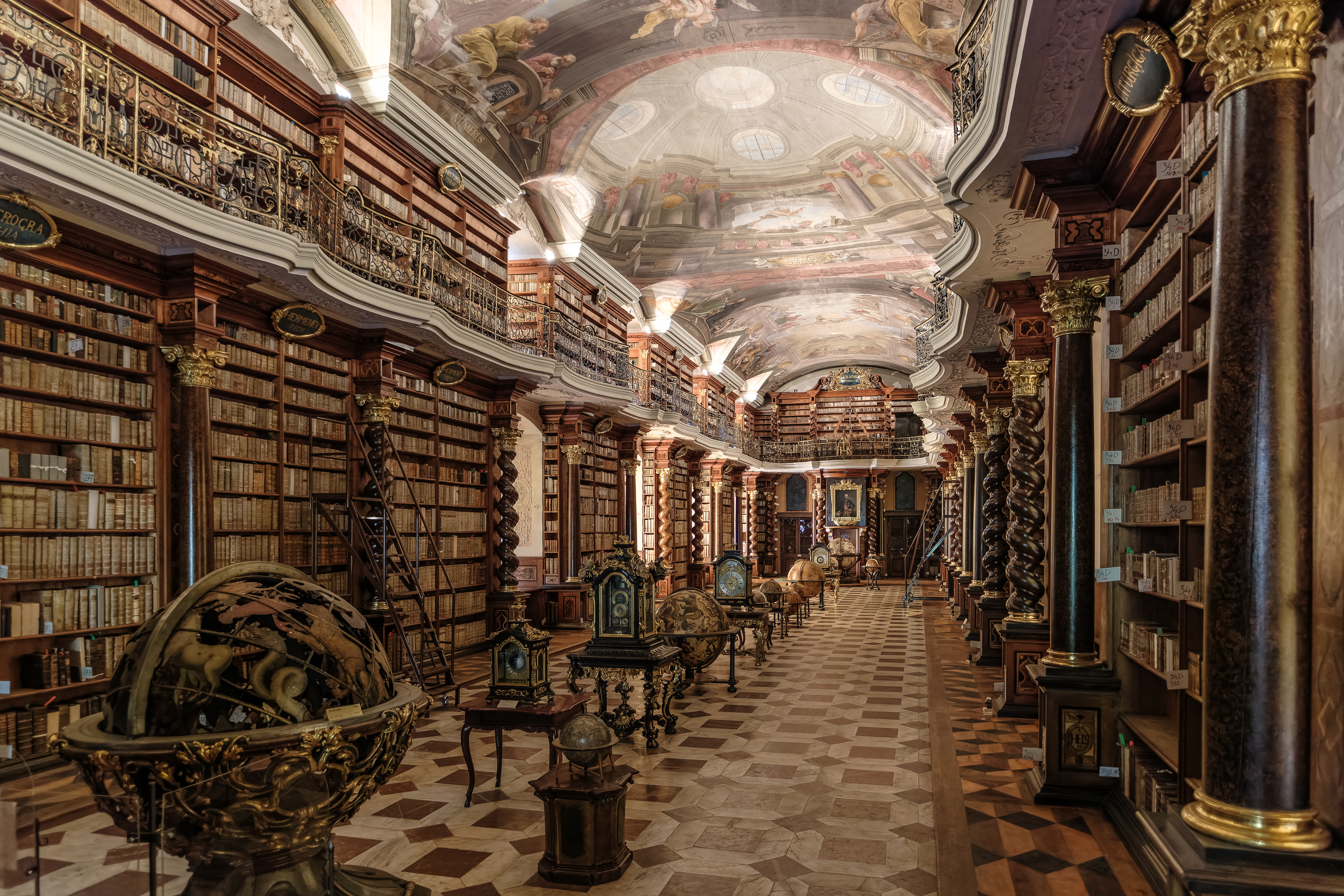
Hội trường thư viện Baroque

- Có một thời, Clementinum được biết đến là trường cao đẳng Dòng Tên lớn thứ ba trên thế giới.
- Bản ghi thời tiết lâu đời nhất tại Séc được ghi ở Clementinum vào năm 1775. Việc ghi chép thời tiết vẫn tiếp tục cho đến ngày nay.[2]
- Clementinum được đề cập trong tác phẩm "The Secret Miracle- Điều kỳ diệu bí mật " của Jorge Luis Borges. Nhân vật chính có một giấc mơ về thư viện Clementinum nơi các thủ thư tìm được Chúa trong những cuốn sách của thư viện. Một trong những người thủ thư nói: Chúa nằm trong một bức thư kẹp trong một cuốn sách, cuốn sách nằm trong bốn trăm nghìn cuốn sách của thư viện Clementinum. Bản thân cũng tôi đã mù quáng đi tìm nó. Trong cuốn sách Borrges, có chi tiết một độc giả đi vào và đưa một tập bản đồ cho nhân vật chính, nhưng lại nói rằng tập bản đồ này vô dụng. Nhân vật chính mở một cuốn sách cách ngẫu nhiên và tìm thấy một bản đồ của Ấn Độ, chạm tay vào chữ cái và tìm thấy Chúa.
- Hội trường thư viện Baroque bên trong Clementinum được biết đến với nội thất tuyệt đẹp, bao gồm cả tác phẩm nghệ thuật trên trần của Jan Hiebl.

## Bộ sưu tập

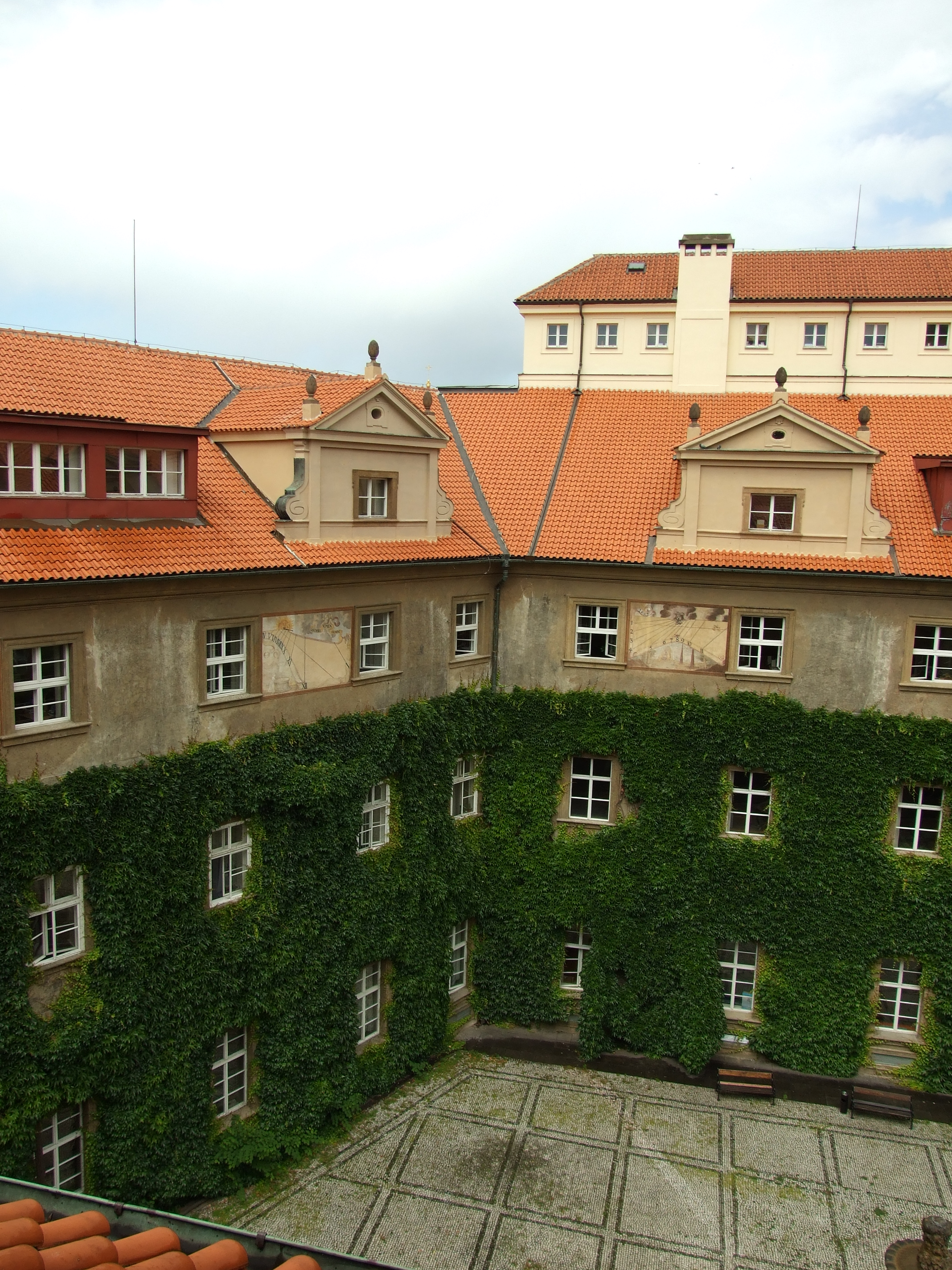
Clementinum Praha nhìn từ tầng cao nhất (tầng có thư viện Slavic).
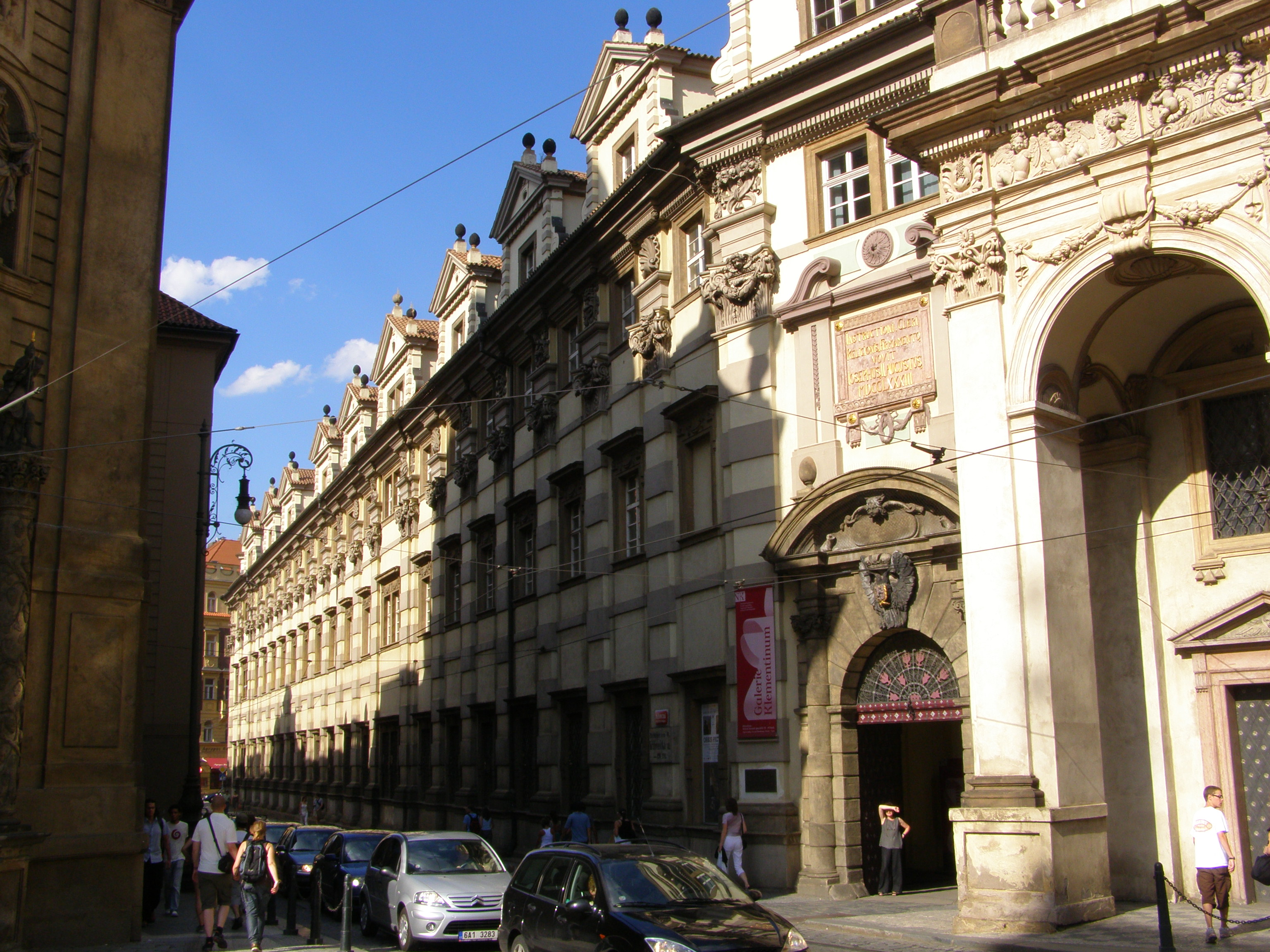
Lối vào tòa nhà từ đường Křižovnická.
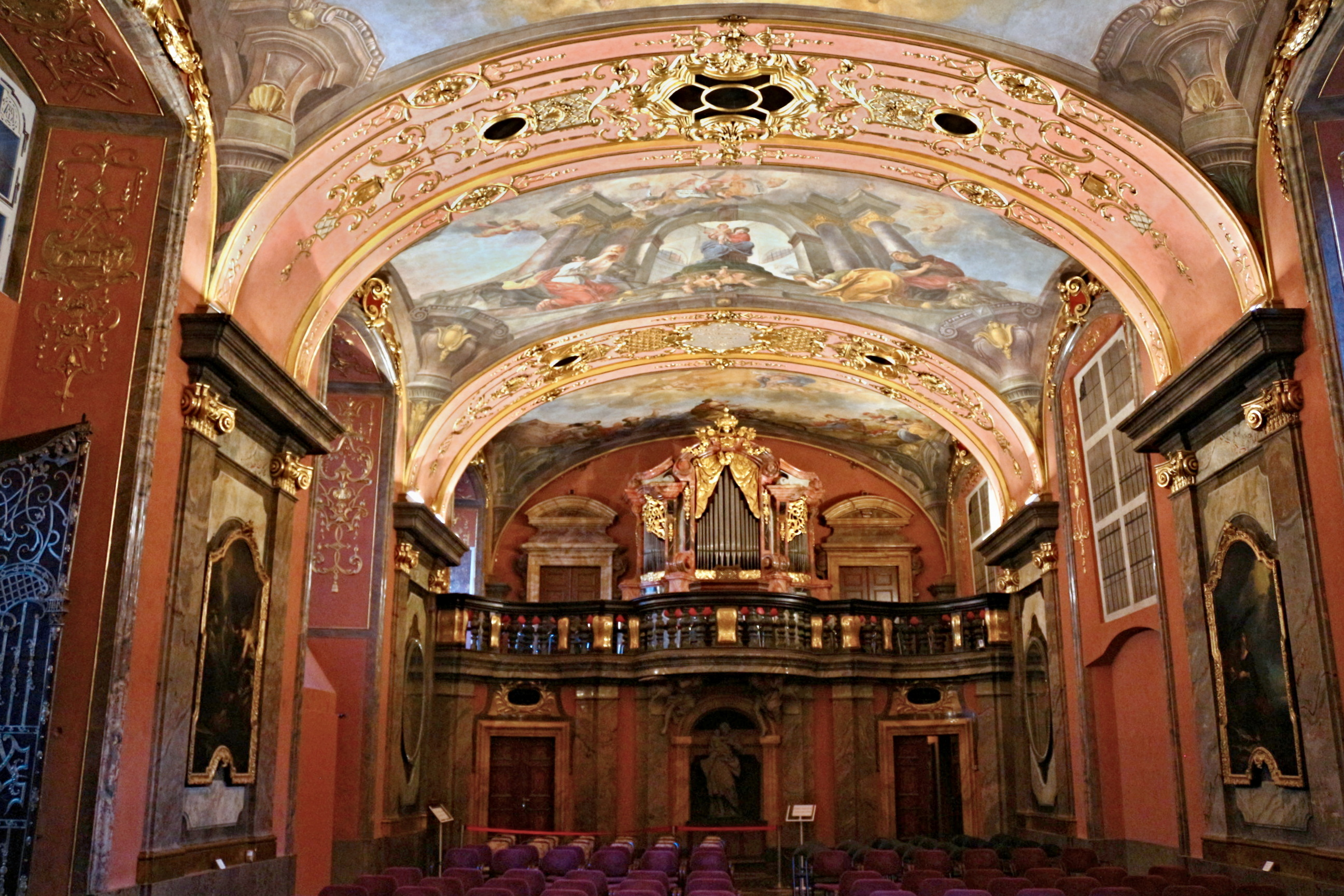
Nhà nguyện Gương.
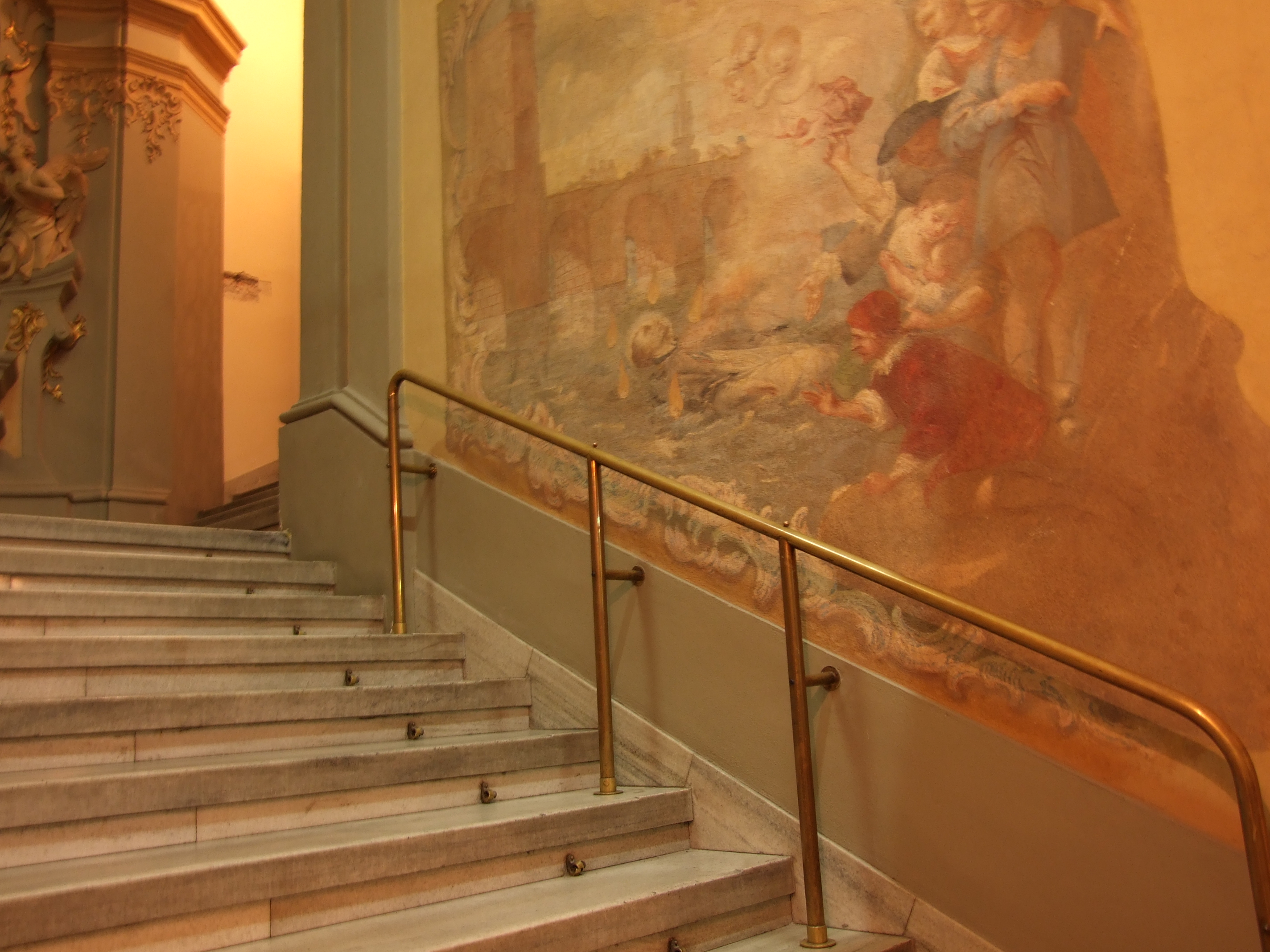
Bên trong Clementinum, Phố Cổ, Praha.
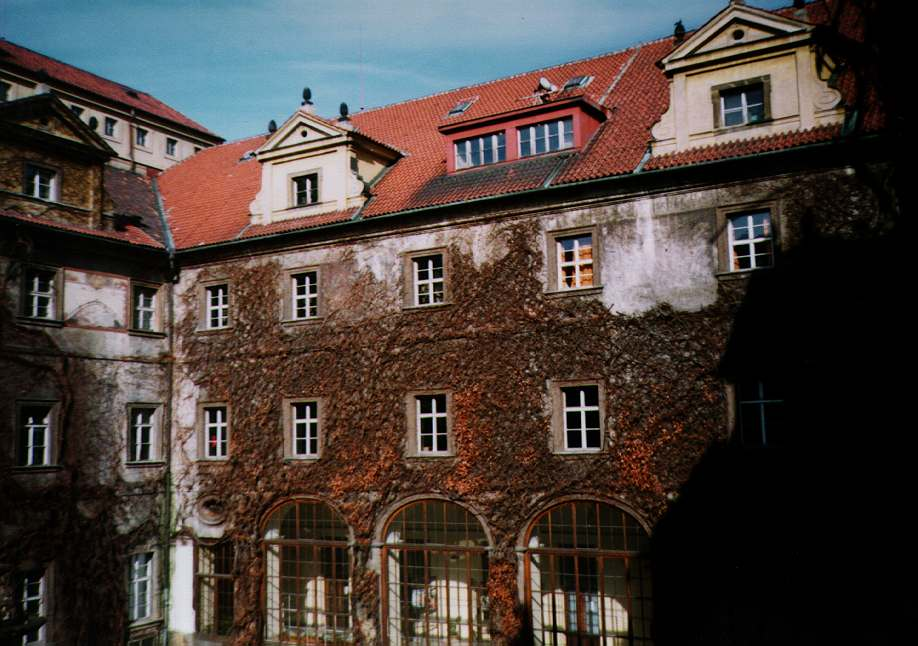
Bên trong quần thể Clementinum
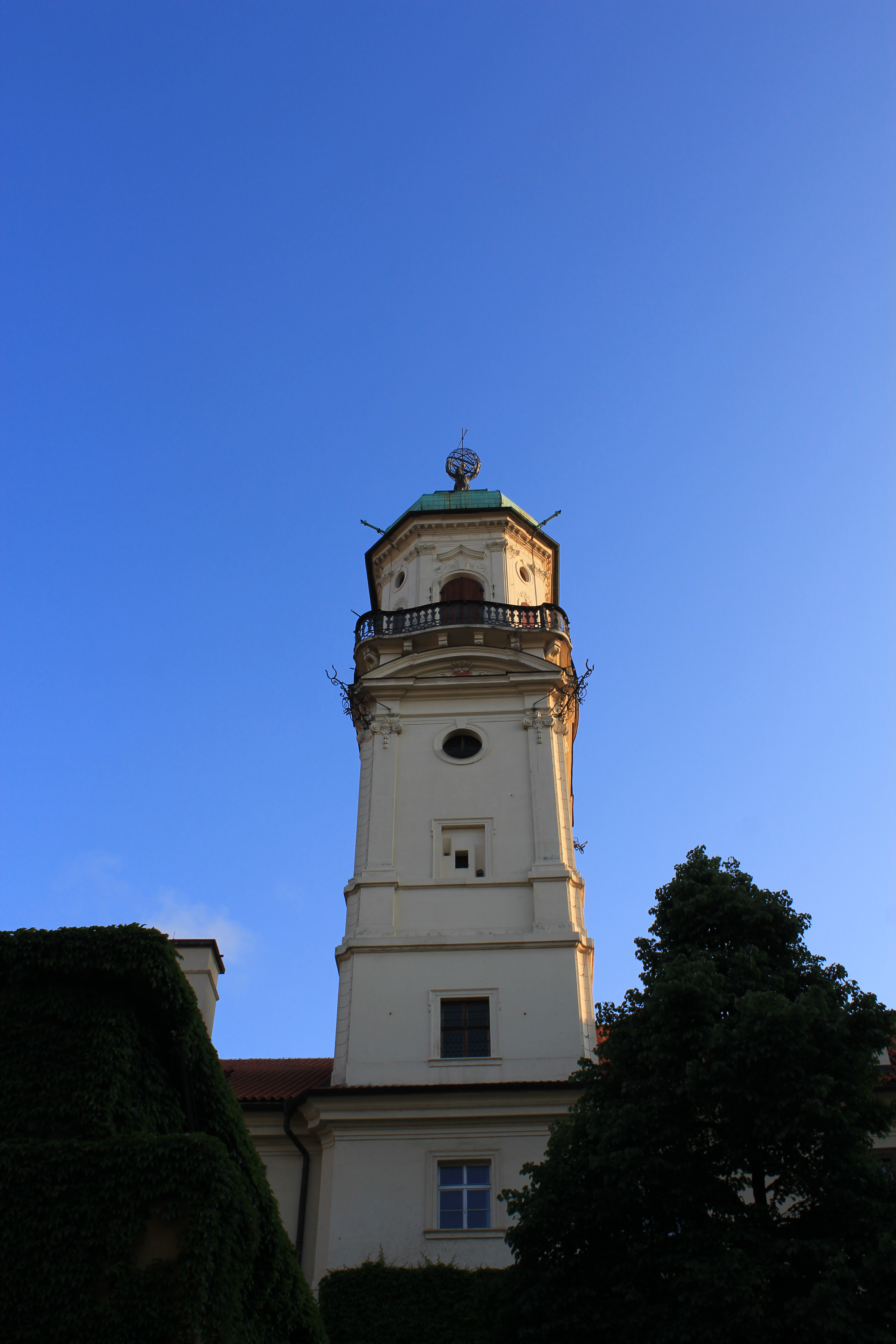
Tháp thiên văn.